# Banú Hilál
A Banú Hilál vagy Banu-Hilál (tkp. Hilál törzs) a 11. században Arábiából Észak-Afrikába vándorolt, és ott az egyiptomi Fátimidák biztatására a kairói dinasztia igáját lerázó tunéziai Zírida uralkodók ellen büntetőhadjáratot indított arab törzsi csoport volt.
A Banú Hilál támadása óriási pusztítást okozott. Legyőzték a Zíríd seregeket és végzetesen meggyengítették a velük rokon algériai Hammádida uralkodóház hatalmát is.
Beáramlásuk a régióba alapvető eredete volt a Maghreb térség nyelvi és kulturális elarabosodásának. A korábban virágzó mezőgazdaságú területeken a nomadizáló életmód kezdett elterjedni. 
A Banú Hilál vezetője Abu Zajd al-Hiláli volt. Vándorlásuk és hódításaik történetét a Tagribat Bani Hilál (تغريبة بني هلال, vagy másik ismert címén Szírat Abu Zajd al-Hiláli سيرة ابي زيد الهلالي, Abu Zajd al-Híláli életrajza) című arab eposz beszéli el, amelyet még a 20. században is meséltek az arab kávéházakban.